# Ducula cineracea
Pombo-imperial-timorense ou pombo-imperial-de-timor (Ducula cineracea) é uma espécie de ave da família Columbidae.
Pode ser encontrada nos seguintes países: Indonésia e Timor-Leste.
Os seus habitats naturais são: florestas secas tropicais ou subtropicais e regiões subtropicais ou tropicais húmidas de alta altitude.
Está ameaçada por perda de habitat.